# Sigue Sigue Sputnik
Sigue Sigue Sputnik — британський музичний гурт, заснований у 1982 році. Їхня музика поєднує елементи панку, глем-року, електроніки та синті-попу. Гурт відомий своїм футуристичним стилем, екстравагантним іміджем та провокативними текстами. Їхня музика та стиль багато в чому часто використовували також елементи попкультури та кіберпанку.

## Учасники запису
- Тоні Джеймс — гітари, клавішні, бек-вокал (1982-1989, 1995, 1998, 2001-2004)
- Мартін Дігвілл — вокал (1982-1989, 1998, 2001-2004)
- Ніл Екс — електро-гітара (1982-1989, 1995, 2001-2004)
- Рей Мейг'ю — ударні (1982-1989)
- Кріс Кавана — ударні (1982-1989, 1995)
- Яна Я-Я — клавішні (1982-1989)